# 수니파

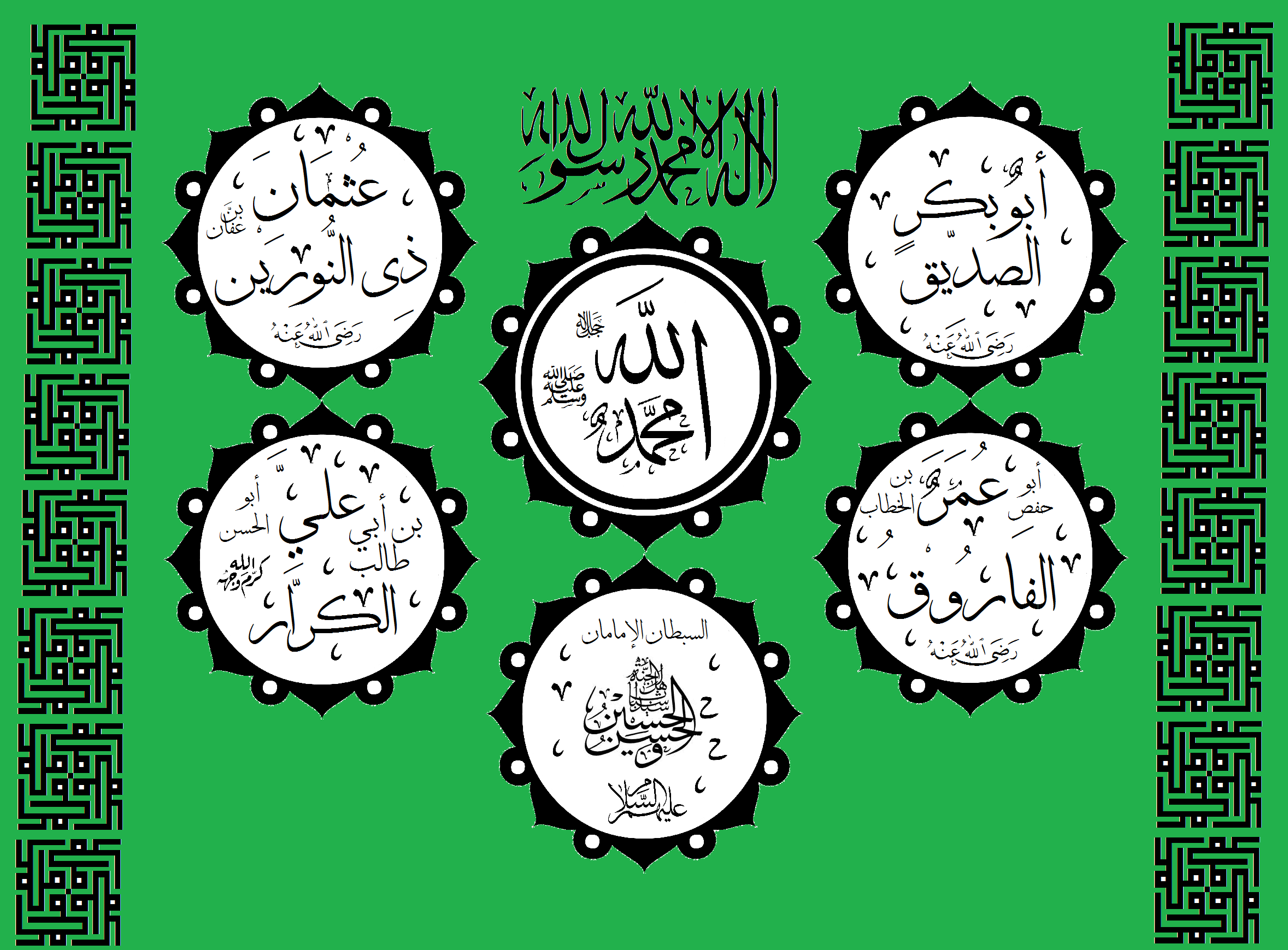

수니파(영어: Sunni 수니[*]) 또는 순나파(아랍어: أهل السنة 순나[*])는 전세계 무슬림의 85~90%를 차지하는 이슬람교의 가장 큰 분파이다. 수니파는 아랍어로 '순나를 따르는 자' 라는 뜻이다. 여기서 순나는 무함마드의 가르침을 말한다.
수니파 다음가는 규모의 이슬람교 분파는 시아파이다. 이 둘의 차이는 무함마드의 정당한 계승자에 대한 의견 차이에서 비롯되었는데, 이후 신학과 법률을 포함해 더 광범위한 정치적 차이를 낳게 되었다. 수니파는 무함마드가 후계자를 지정하지 않았으며 다만 사키파에서 아부 바크르 아스시디크를 후계자로 지목했다고 보는 반면, 시아파는 무함마드의 사촌동생이자 사위인 알리 이븐 아비 탈리브를 후계자로 세웠다고 본다.

## 역사
흔히 저지르는 실수 중 하나는 수니파 이슬람이 무함마드의 죽음 이후 등장한 규범적인 이슬람을 대표하고, 수피교와 시주의가 수니파 이슬람에서 발전했다고 가정하는 것이다. 이러한 인식은 부분적으로 신뢰할 수 있는 역사적 저작물로 받아들여진 매우 이념적인 출처에 의존하고 있으며, 또한 인구의 대다수가 수니파이기 때문이다. 수니파와 시아파는 모두 수세기에 걸친 이데올로기 간의 경쟁의 최종 산물이다. 두 종파는 자신들의 정체성과 교리를 더욱 확고히 하기 위해 서로를 이용했다.
처음 4명의 칼리프는 수니파 사이에서 라시둔(Rāshidun) 또는 "올바른 인도를 받는 자들(Rightly-Guided Ones)"로 알려져 있다. 수니파 인정에는 앞서 언급한 아부 바크르가 첫 번째, 우마르가 두 번째, 우스만(Uthman)이 세 번째, 알리가 네 번째로 포함된다. 수니파는 다양한 통치자를 칼리프로 인정했지만, 알리 살해 이후 1924년 3월 3일 터키에서 칼리프가 헌법에 따라 폐지될 때까지 올바른 인도를 받은 자나 라시둔 목록에는 누구도 포함되지 않았다.

## 지지자들
수니파는 무함마드의 동료들이 믿을 만한 이슬람의 전달자라고 믿는다. 왜냐하면 하나님과 무함마드가 그들의 성실성을 받아들였기 때문이다. 중세 자료에서는 그들을 저주하거나 비방하는 것도 금지한다. 이 믿음은 마수드의 아들 압둘라가 서술한 것과 같은 예언적 전통에 기초를 두고 있다. 여기서 무함마드는 다음과 같이 말했다: "가장 좋은 사람들은 내 세대이고 그 다음은 그 다음 세대이고 그 다음은 그 다음 세대이다." 수니파에 따르면 이 견해에 대한 지지는 꾸란에서도 찾아볼 수 있다. 따라서 이슬람 신앙에 대한 지식에는 동반자의 이야기도 확실하게 고려된다. 수니파는 또한 꾸란을 편찬하는 임무를 맡은 동료들이었기 때문에 그 동료들이 진정한 신자였다고 믿는다.
수니파 이슬람에는 공식적인 계층 구조가 없다. 지도자는 비공식적이며 연구를 통해 영향력을 얻어 이슬람 율법(샤리아) 또는 이슬람 신학(칼람) 학자가 된다. 종교적, 정치적 리더십은 원칙적으로 모든 무슬림에게 열려 있다. 사우스캐롤라이나 주 컬럼비아 이슬람 센터에 따르면 지성과 의지가 있는 사람이라면 누구나 이슬람 학자가 될 수 있다고 한다. 금요일 정오 모스크 예배 동안 회중은 카팁(말하는 사람)이라고 알려진 잘 교육받은 사람을 선택하여 예배를 인도할 것이다.
2010년 퓨 리서치 센터(Pew Research Center)가 실시하고 2011년 1월 발표된 연구에 따르면 전 세계적으로 16억 2천만 명의 무슬림이 있으며 그 중 85~90% 이상이 수니파인 것으로 추정된다.

## 법학
기도하는 방법과 같은 구체적인 규칙을 도출하여 이슬람 법을 해석하는 것을 일반적으로 이슬람 법학이라고 한다. 법학대학원은 모두 이 법학을 해석하는 고유한 전통을 가지고 있다. 이들 학파는 이슬람 율법을 해석하는 방법론이 명확하게 제시되어 있기 때문에 각 학파의 방법론에는 거의 변화가 없었다. 과거에는 교파 간의 갈등이 종종 폭력적이었던 반면, 4개의 수니파는 서로의 타당성을 인정하고 수세기에 걸쳐 법적 논쟁을 통해 상호 작용해 왔다.

## 시아파와의 차이점
수니파와 시아파는 이슬람의 최대종파들이다. 이들간 차이는 아들이 없던 무함마드의 계승자를 누구로 보느냐에 따라서 발생한다. 수니파는 아부 바크르 아스시디크와 역대 할리파(칼리파)를 계승자로 여기는 반면, 시아파는 무함마드의 사촌이자 사위인 알리를 계승자로 여긴다. 무함마드의 사촌이자 사위였던 알리는 이라크에서 쿠데타 세력에게 암살당했다. 그러자 알리의 추종자들은 '무함마드의 혈족인 알리만이 할리파(칼리파)의 자격이 있다'면서 새 지배자들에게 저항했다.

## 같이 보기
- 와하브파
- 이슬람 국가
- 알카에다
- 사담 후세인
- 이슬람 협력 기구
- 인구순 나라 목록
- 아랍어 로마자 표기법